# 지구의 극점
이 문서는 지구의 지리적, 기상학적 극점들에 대해 다룬다.

## 위도와 경도

### 최북단
- 지구의 최북단은 북극해에 위치한 북극점이다.
  - 육지의 최북단은 그린란드에 위치한 카페클루벤섬이다.

### 최남단
- 지구의 극남 지점은 남극대륙에 위치한 남극점이다.
  - 남극을 제외한 지구의 극남 지점은 칠레의 마가야네스이데라안타르티카칠레나주의 Águila Islet(남위 56° 32′ 15″ 서경 68° 43′ 10″ / 남위 56.53750°  서경 68.71944° )이다.
  - 바다의 극남 지점은 Gould 만(남위 84° 30′  서경 150° 0′  / 남위 84.500°  서경 150.000° )이다.
    - 가장 남쪽에 위치한 섬은 Deverall섬이다.

### 극동 및 극서
- 지구의 극동과 극서 지점은 날짜변경선을 기준으로 나뉜다. 
  - 육지의 극동은 키리바시의 캐롤라인섬이다.
  - 육지의 극서는 미국 알래스카주의 애투섬이다.

## 고도

### 최고점
- 지구상에서 가장 높은 지점은 네팔과 중국의 국경에 위치한 에베레스트산(8,848.86m)이다.
- 지구 중심에서 가장 멀리 떨어진 지점은 에콰도르의 침보라소산이다. 이 산은 세계 최고봉은 아니지만, 적도 인근에 위치해 거리가 멀다.
- 가장 높은 화산은 아르헨티나와 칠레 국경에 있는 오호스델살라도산이다.
- 가장 높은 건물은 아랍에미리트 두바이에 위치한 부르즈 할리파(828m)이다.

## 같이 보기
- 지리적 중심
- 최북단순 나라 목록
- 최남단순 나라 목록
- 최고 고도순 나라 목록
- 해구
- 면적순 섬 목록
- 면적순 호수 목록